# Tony Schrauwen
Antoine „Tony“ Schrauwen (* 27. Februar 1938 in Essen, Belgien; † 13. Juli 2005 in Lier) war ein belgischer Karambolagespieler, Bundestrainer und Billardfunktionär.

## Karriere
Technisch gesehen galt Schrauwen als Billardvirtuose, menschlich gesehen auch deswegen, weil er nicht auf seine Ausbildung pochte. Seine bevorzugten Disziplinen waren die klassischen Spielarten Freien Partie und Cadre. 1961 gewann er mit Bronze seine erste internationale Medaille bei der Cadre-71/2-Europameisterschaft in Thionville, Frankreich. Drei Jahre später gewann er dann Gold in Düren, eine weitere 1970 in Sevilla, Spanien. Insgesamt gewann er 17 internationale Medaillen als Einzelspieler und weitere acht beim Fünfkampf im Team (Belgien).
Er hatte 30 Jahre lang eine gute Beziehung zum niederländischen Billardbund KNBB, dessen Bundestrainer und Funktionär er auch war. Er trainierte viele niederländische Spieler, wie Dick Jaspers, Dave Christiani, Jean van Erp, Raimond Burgman, Jean Paul de Bruijn, aber auch schon in den 1970er Jahren den deutschen Weltmeister Dieter Müller.
Am 13. Juli 2005 verstarb der an ALS erkrankte Schrauwen im „Heilig Hartziekenhuis“ im belgischen Lier.

## Ehrungen
- 2002 erklärte ihn der Koninklijke Nederlandse Biljartbond (KNBB) zum Ehrenmitglied.[2]
- 2006 gab die belgische Post im Rahmen einer Gedenkreihe eine Briefmarke ihm zu Ehren heraus (Nennwert: 0,52 €).[3]

## Erfolge
- Cadre-47/2-Weltmeisterschaft:  1969  1964, 1967
- Fünfkampf-Weltmeisterschaft:  1965
- Freie-Partie-Europameisterschaft:  1968, 1969  1965
- Cadre-71/2-Europameisterschaft:  1961, 1966
- Cadre-47/2-Europameisterschaft:  1969  1964, 1967, 1970
- Cadre-47/1-Europameisterschaft:  1964  1962, 1967  1965
- Trophy European Pentathlon (TEP):  1968, 1970, 1972, 1974, 1991  1966, 1976  1978

Quellen: 